# Horizon (série de jeux vidéo)
Pour les articles homonymes, voir Horizon.
Horizon est une série de jeux vidéo de type action-RPG développée par Guerrilla Games et éditée par Sony Interactive Entertainment. La série suit les aventures d'Aloy dans un univers post-apocalyptique envahi de créatures robotiques.

## Jeux
| 2017 | Horizon Zero Dawn                      |
| 2017 | Horizon Zero Dawn: The Frozen Wilds    |
| 2018 |                                        |
| 2019 |                                        |
| 2020 | Horizon Zero Dawn: Complete Edition    |
| 2021 |                                        |
| 2022 | Horizon Forbidden West                 |
| 2023 | Horizon Call of the Mountain           |
| 2023 | Horizon Forbidden West: Burning Shores |
| 2024 | Horizon Zero Dawn Remastered           |

### Horizon Zero Dawn
Horizon Zero Dawn est annoncé à l'E3 2015 et sort en février 2017 sur PlayStation 4,. Une extension intitulée The Frozen Wilds sort en novembre de la même année. Une version incluant l'extension sort sur PC en août 2020 sous le nom Horizon Zero Dawn: Complete Edition.
Une version remastérisée du jeu sort sur PC et PlayStation 5 le 31 octobre 2024.

### Horizon Forbidden West
Horizon Forbidden West est annoncé en juin 2020 et sort en février 2022 sur PlayStation 4 et PlayStation 5,. Une extension intitulée Burning Shores sort en avril 2023 sur PlayStation 5 seulement. En septembre 2023, un portage sur PC du jeu est annoncé avec une sortie prévue début 2024.

### Horizon Call of the Mountain
Horizon Call of the Mountain est un jeu co-développé par Guerrilla Games et Firesprite pour le casque de réalité virtuelle PlayStation VR2. Il est annoncé en janvier 2022 et sort en février 2023.

## Réception
| Jeux                         | Metacritic               |
| ---------------------------- | ------------------------ |
| Horizon Zero Dawn            | 89/100 (PS4) 84/100 (PC) |
| Horizon Forbidden West       | 88/100                   |
| Horizon Call of the Mountain | 79/100                   |

### Accueil critique
L'accueil critique de la série a été « généralement positif » : les deux jeux principaux, Zero Dawn et Forbidden West, obtiennent respectivement 89/100 et 88/100 sur l'agrégateur de notes Metacritic.

### Ventes
En avril 2023, la franchise Horizon a atteint 32,7 millions de copies vendues, dont 8,4 millions pour Horizon Forbidden West.

## Autres médias

### Série télévisée
En mai 2022, il est annoncé qu'une adaptation d'Horizon en série télévisée est en développement par PlayStation Productions et Sony Pictures Television pour Netflix. Elle est développée par Steve Blackman (en), notamment créateur de la série Umbrella Academy,.